# ديبورا ماي
ديبورا ماي (بالإنجليزية: Deborah May)‏ هي ممثلة أمريكية، ولدت في القرن العشرين.

## وصلات خارجية
- ديبورا ماي على موقع IMDb (الإنجليزية)
- ديبورا ماي على موقع قاعدة بيانات الفيلم (الإنجليزية)